# Lithophane patefacta
Lithophane patefacta là một loài bướm đêm trong họ Noctuidae.